# K9 Thunder
K9 Thunder je samohybná houfnice, ráže 155 mm, vyvinutá společností Samsung Aerospace Industries (nyní Hanwha Defense) pro ozbrojené síly Korejské republiky. Typ je exportně velmi úspěšný. Mezi jeho zahraniční uživatele patří Ázerbájdžán, Polsko a Turecko. K roku 2022 bylo v provozu 1700 houfnic K9.

## Vývoj

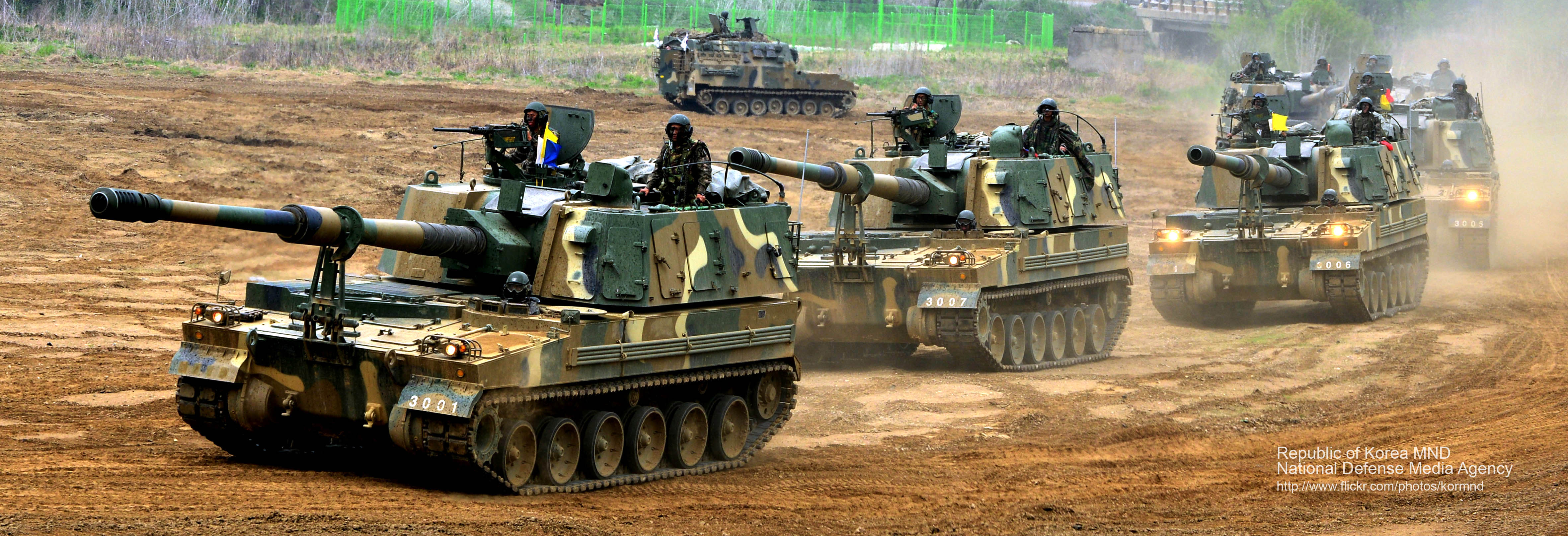
Skupina houfnic K9 během přesunu. V pozadí je vidět muniční vozidlo K10

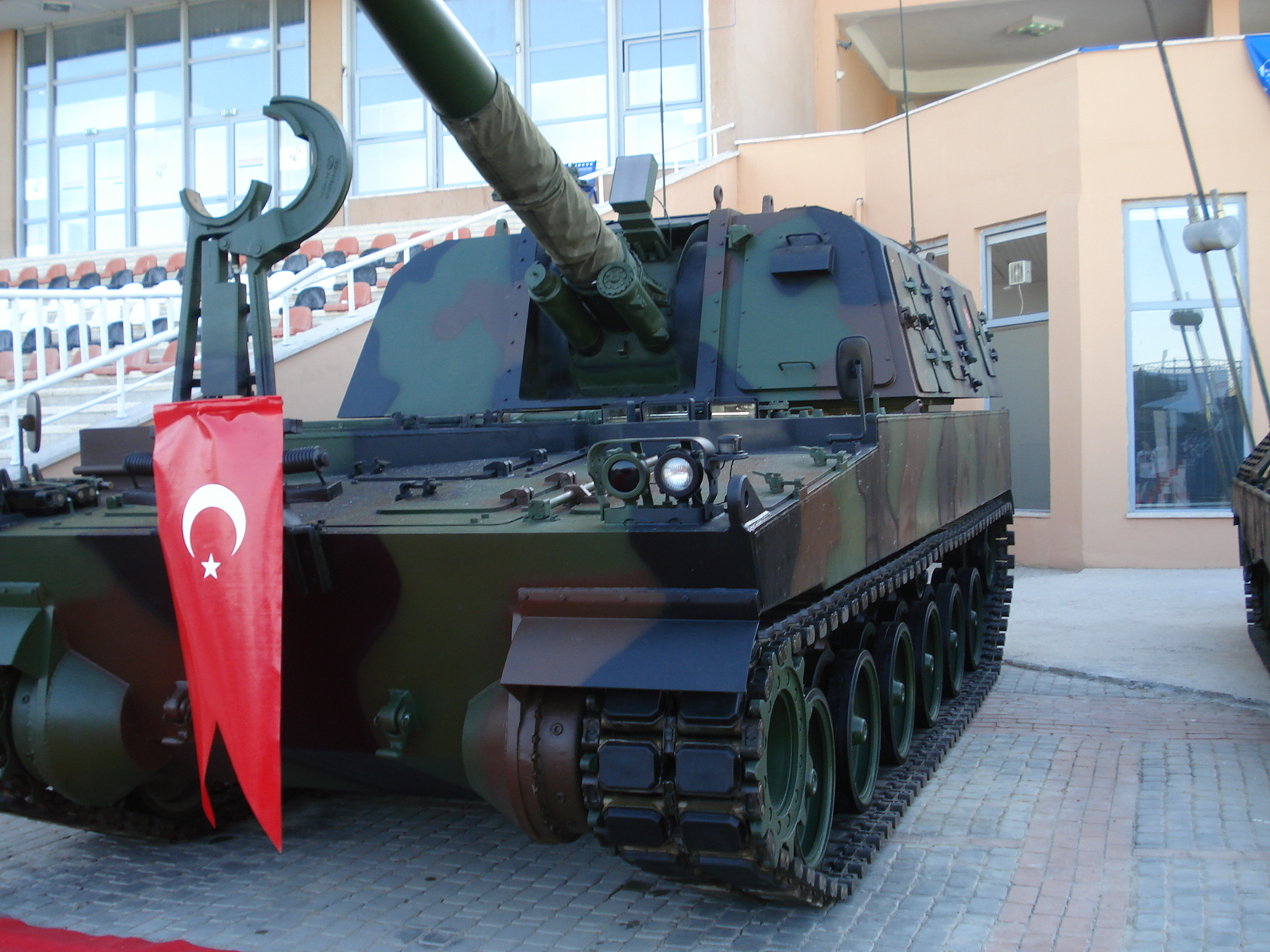
Turecká samohybná houfnice T-155 Fırtına

Samohybná houfnice K9 byla vyvinuta jako náhrada starších jihokorejských houfnic K55A1 (M109A2K). Vývoj byl zahájen roku 1989. Testování prvního prototypu bylo zahájeno roku 1996. Vývoj K9 byl dokončen roku 1998 a v roce následujícím byla spuštěna sériová výroba. Do služby byla houfnice přijata roku 1999.
Prvním zahraničním uživatelem se stalo Turecko, které s Jižní Koreou udržuje velmi blízké vztahy. První kusy licenční verze T-155 Fırtına převzalo roku 2004. Ázerbájdžán usiloval o získání houfnic T-155 od roku 2008, přičemž německý souhlas země získala až roku 2014.
V říjnu 2018 společnost Hanwha Techwin oznámila, že již bylo vyrobeno 2000 houfnic K9 a muničních vozidel K10.

## Popis
Podvozek a věž houfnice jsou vyrobeny z pancéřových plechů silných až 19 mm. Pětičlennou osádku tvoří řidič, velitel, střelec a dva nabíječi. Hlavní zbraní je 155mm houfnice s poloautomatickým nabíjením, délkou hlavně 52 ráží a dostřelem až 40 km (dle použité munice). Na lafetě před velitelským poklopem je umístěn ještě 12,7mm kulomet M2HB. Houfnice pojme celkem 48 střel a příslušné prachové náplně. Systém řízení palby AFCS umožňuje současný dopad tří projektilů na jeden cíl. Příprava na zahájení palby trvá 30 sekund v případě stojícího vozidla a 60 sekund u jedoucího vozidla. Vozidlo pohání vodou chlazený osmiválcový vznětový motor MTU MT 881 Ka-500 o výkonu 735 kW se samočinnou převodovkou Allison X1100-5A3.

## Muniční vozidlo K10

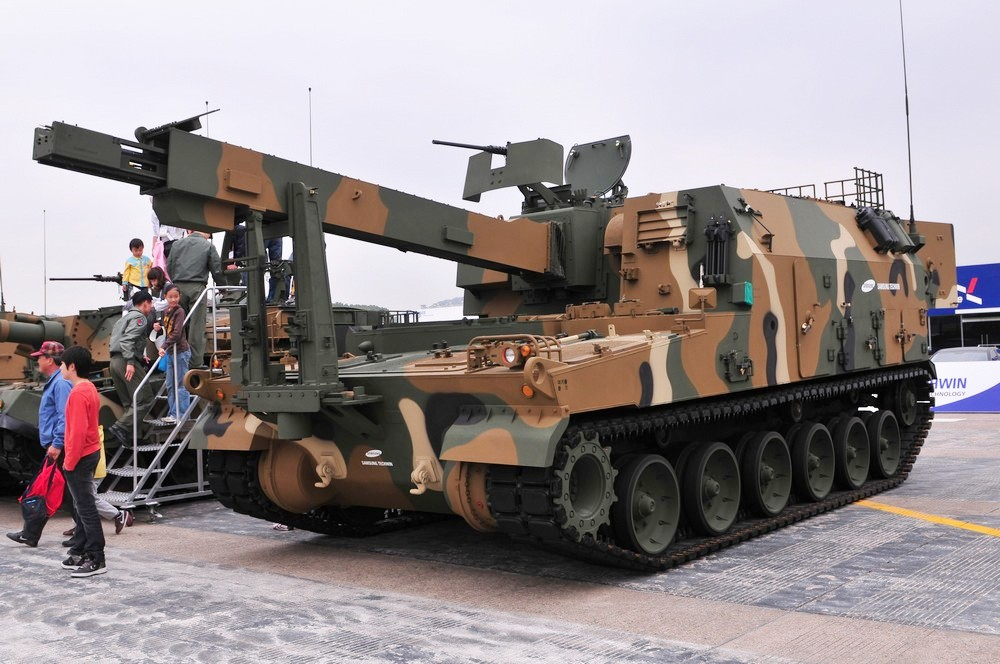
Muniční vozidlo K10

Na základě samohybné houfnice K9 bylo vyvinuto ještě muniční podpůrné vozidlo K10. Jedno vozidlo K10 podporuje dvě houfnice K9, přičemž uveze celkem 104 nábojů a prachové náplně. Doplňování munice probíhá pomocí robotického ramene. Doplnění munice jednomu vozidlu  trvá čtyři minuty.

## Uživatelé

Uživatelé typu K9 (tmavě modrá) a jeho derivátů

- Austrálie – V září 2020 byl typ vybrán pro modernizaci Australské armády. V Austrálii budou houfnice označeny AS9 Huntsman 155mm Self Propelled Howitzer (SPH) a muniční vozidla AS10 Huntsman armoured ammunition resupply vehicle (AARV).[7] V rámci první série společnost Hanwha Defense Australia (HDA) dodá 30 houfnic K9 a 15 muničních vozidel K10. Vyrobí je nově vystavěná továrna Hanwha Defense Australia v Geelongu. Dodávky proběhnou v letech 2025–2027. Huntsman vychází z nejnovější norské verze K9 Vidar, vybavené mimo jiné systémem řízení palby Kongsberg Odin, který bude součástí integrovaného dělostřeleckého systému velení a řízení palby AFATDS (Advanced Field Artillery Tactical Data System).[8]

- Ázerbájdžán – Země roku 2014 zakoupila 36 tureckých houfnic T-155. Od roku 2008 přitom realizaci kontraktu bránil nesouhlas Německa.[2]

- Estonsko – K lednu 2023 bylo zakoupeno 24 houfnic, z nichž 18 již bylo doručeno. V lednu 2023 Estonsko oznámilo podepsání kontraktu na další tucet houfnic, které mají být doručeny v průběhu roku 2026. Celkem tedy bude mít estonská armáda k dispozici 36 kusů.[9] Jejich označení je K9 Kõu. Estonské houfnice nejsou nové a před dodáním procházejí modernizací.

- Finsko – Roku 2017 objednalo 48 houfnic K9.[10] Jejich lokální označení je K9FIN Moukari. Ve službě nahradily houfnice 2S1 Gvozdika. V letech 2021–2022 v rámci opce doobjednalo dalších 48 houfnic, takže celkem jich země získá 96 kusů.[3]

- Indie – Roku 2015 bylo objednáno 100 houfnic K9 Vajra-T pro Indickou armádu.[11] Neuspěl ruský typ MSTA-SP kombinující věž kompletu 2S19 Msta a podvozek tanku T-72.[12]

- Jižní Korea – jihokorejská armáda plánuje odebrat až 1200 vozidel K9 Thunder.[2] Dle serveru Military Today bylo dodáno 300 houfnic a dalších 200 je objednáno.[6] Typ užívá i námořní pěchota.

- Norsko – V prosinci 2017 země objednala výrobu 24 houfnic K9 (s opcí na dalších 24) a šesti muničních vozidel K10. Dodány byly v letech 2019–2021. Ve službě nahradily zastaralé americké houfnice M109, zakoupené v letech 1969–1971.[10] Jejich označení je K9 Vidar. V roce 2022 byly v rámci opce doobjednány čtyři houfnice K9 a osm muničních vozidel K10.[3]

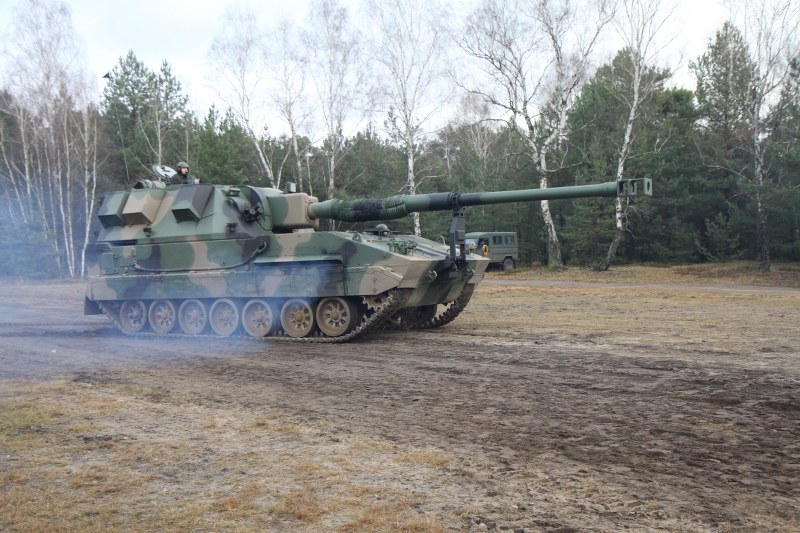
Polská houfnice AHS Krab využívá podvozku K9 Thunder

- Polsko – Polská armáda objednala 120 samohybných houfnic AHS Krab, které jsou kombinací podvozku K9 Thunder a dělové věže vyvinuté v rámci britského modernizačního programu Braveheart pro tamní houfnici AS90M.[13] V červenci 2022 Polsko podepsalo smlouvu o nákupu až 670 houfnic K9, kterými doplní a rozšíří stav dělostřelectva v souvislosti s ruským útokem na Ukrajinu. Korejská strana přislíbila v prvním roce dodávku 48 kusů, další část zakázky má být naplněna také polskou licenční výrobou modifikované verze K9PL.[14] Prvních 24 K9A1 polská strana převzala u výrobce v Čchangwonu 19. října 2022[15] a do polského přístavu Gdyně dorazily 6. prosince 2022.[16]

- Turecko – Turecká armáda provozuje houfnici T-155 Fırtına, která je mírně modifikovanou licenční verzí K9 Thunder. Výroba T-155 začala roku 2002. Úpravy se dotkly věže, podvozku, navigačního systému i elektroniky. Úvodní osmikusovou sérii vyrobil roku 2004 Samsung.[1] Od té doby výroba pokračuje v Turecku. Významně se na ní podílí domácí zbrojovky MKEK a ASELSAN. Počátkem roku 2016 již bylo vyrobeno 300 houfnic T-155.[2]